# Шнурование тока
Шнурова́ние то́ка — эффект, представляющий собой возникновение в полупроводниках и диэлектриках под воздействием сильных электрических полей высокопроводящего канала, называемого токовым шнуром или чаще просто шнуром, по которому течет электрический ток. При этом радиус такого канала много меньше поперечного сечения образца. Плотность тока в шнуре намного превышает плотность в окружающей среде, поэтому нередко почти весь ток протекает через шнур.

## Предпосылки к эффекту
Шнурование тока возникает, если вольт-амперная характеристика (ВАХ) материала радикально отклоняется от закона Ома и имеет S-образную форму. Это характерно для веществ, электропроводность которых быстро растет с увеличением температуры из-за увеличения концентрации носителей или их подвижности. Нагрев за счет закона Джоуля-Ленца (джоулева тепла) приводит к увеличению проводимости и аномальному росту тока. Также S-образную форму ВАХ принципиально имеют некоторые полупроводниковые приборы — динисторы и тиристоры.

## Механизм и побочные эффекты
Шнурованию тока предшествует пробой полупроводника или диэлектрика. Плотность тока в шнуре может быть столь высока, что джоулева тепла выделяется так много, что структура диэлектрика или полупроводника разрушается: образуются сквозные отверстия или в материале происходит проплавление канала. В образовавшемся канале могут протекать химические реакции. Например, в органических полупроводниках оседает углерод (попросту сажа), а в ионных кристаллах — металл, и тому подобное.